# Duca di Chartres

Lo stemma della città di Chartres in Francia, la città associata ai titoli di conte e duca di Chartres

Duca di Chartres è un titolo della nobiltà francese. Originariamente una contea, col tempo esso venne elevato a ducato. Questo ducato venne concesso per la prima volta da Luigi XIV a suo nipote, Filippo II di Borbone-Orléans alla sua nascita nel 1674. Filippo II era il figlio minore del fratello del re, Filippo, duca di Orléans.

## Conti carolingi
- 882-886 Hastings, capo normanno, battuto da Carlomanno II di Francia nel 879, si accordò per ricevere in appannaggio la contea di Chartres. La vendette nel 886 per finanziare una spedizione durante la quale scomparve.[1]

## Conti ereditari

### Casa di Blois
La parte settentrionale della Contea di Blois, al confine con la Normandia, venne alienata a formare la Contea di Chartres, ma i conti di Blois che la detennero non utilizzarono un titolo separato specifico per identificarla. Nel 1391, la morte dell'unico figlio di Guy II di Blois, portò la contea di Blois a Luigi di Valois, duca di Orléans, unendo il titolo al ducato reale.
960-975 Tebaldo I di Blois († 975), conte di Blois e Chartres, titoli ottenuti nel 960
Sposò Liutgarda di Vermandois
975-995 Oddone I di Blois, († 995), conte di Chartres e Reims (982-995), figlio del precedente
Sposò Berta di Borgogna
995-1004 Tebaldo II di Blois († 1004), conte di Blois, Chartres e Reims, figlio del precedente
1004-1023 Oddone II di Blois († 1037), conte di Blois, Chartres, Reims, Meaux e Troyes, fratello del precedente
Sposò nel 1003 Matilde di Normandia († 1006)
Sposò in seconde nozze Ermengarda di Alvernia
1037-1089 Tebaldo III di Blois (1019 † 1089), conte di Blois, Chartres, Meaux e Troyes figlio di Eudes II e di Ermengarda d'Alvernia
Sposò in prime nozze Gersenda del Maine
Sposò in seconde nozze Adele di Valois
1089-1102 Stefano II di Blois († 1102), conte di Blois, Chartres e Meaux, figlio di Teobaldo III e di Gersenda del Maine.
Sposò Adele di Normandia
1102-1151 Tebaldo II di Champagne († 1152), conte di Blois, Chartres e Meaux, e poi Conte di Champagne dal 1125, figlio del precedente.
Sposò nel 1123 Matilde di Carinzia († 1161)
1151-1191 Tebaldo V di Blois († 1191), conte di Blois e Chartres, figlio del precedente.
Sposò in prime nozze Sibylle Châteaurenard
Sposò in seconde nozze nel 1164 Alice di Francia
1191-1205 Luigi di Blois († 1205), conte di Blois e Chartres, figlio del precedente e di Alice di Francia
Sposò nel 1184 Caterina di Clermont
1205-1218 Tebaldo VI di Blois († 1218), figlio del precedente
Sposò in prime nozze Maud di Alençon
Sposò in seconde nozze Clemence des Roches
1218-1248: Isabella di Chartres († 1248), contessa di Chartres e Romorantin
Sposò Sulpice d'Amboise, poi Jean de Montmirail, visconte di Cambrai († 1244).

### Casa di Blois-Châtillon
Tebaldo V di Blois sposò in seconde nozze nel 1164 Alice di Francia e fu padre di:
Margherita di Blois, sposò Gautier di Avesnes, signore di Guisa, fu madre di:
Maria di Blois († 1241), sposò Ugo di Châtillon (v.1196 † 1248), conte di Saint-Pol, fu madre di:
1248-1280 Giovanni I di Blois-Châtillon († 1280), figlio del precedente
Sposò nel 1254 Alice di Bretagna (1243-1288)
1280-1291 Giovanna di Blois-Châtillon († 1292), figlia del precedente
Sposò nel 1272 Pietro di Francia († 1283), conte di Alençon e di Valois. Nel 1286 vendette la contea di Chartres a Filippo IV di Francia

## Conti su appannaggio

### Conti capetingi e di Valois
Carlo di Francia, (1270 † 1325), conte di Valois, Alençon, Perche, di Chartres, d'Angiò e del Maine
Sposò in prime nozze Margherita d'Angiò (1273 † 1299), contessa d'Angiò e del Maine
Sposò in seconde nozze Caterina I di Courtenay (1274 † 1308) imperatrice titolare di Costantinopoli
Sposò in terze nozze Mahaut di Châtillon (1293 † 1358), cugina di Giovanna di Blois-Châtillon
Giovanni di Valois (1302 † 1310), conte di Chartres, figlio di Carlo di Valois e di Caterina di Courtenay
Luigi di Valois (1318 † 1328), conte di Chartres, figlio di Carlo di Valois e di Maud di Châtillon
Carlo di Valois-Alençon (1297 † 1346), conte di Alençon e di Chartres, figlio di Carlo di Valois e di Margherita d'Angiò
Renata di Francia (1509 † 1575), duchessa di Chartres, figlia di Luigi XII e di Anna di Bretagna, sposò Ercole d'Este, duca di Ferrara.

## Duchi di Chartres

Le armi della casata d'Orléans

Dopo la ripresa del titolo e la sua elevazione a ducato, esso venne concesso in uso alla casata dei Borbone-Orléans, fondata da Filippo, duca d'Orléans, ramo cadetto dei Borbone di Francia.

### Ramo dei capetingi di Valois
Renata di Francia (1509 † 1575), duchessa di Chartres, figlia di Luigi XII e di Anna di Bretagna, sposò Ercole II d'Este, duca di Ferrara.
Alfonso II d'Este, duca di Ferrara, suo figlio.

### Figli di Francia
1626-1660 Gastone di Borbone-Orléans, (1608–1660) figlio di Enrico IV di Francia
1660-1674 Filippo I di Borbone-Orléans, (1640–1701) figlio di Luigi XIII di Francia

### Ramo dei capetingi d'Orléans
Dal 1674 ad oggi, il titolo di Duca di Chartres è concesso al primogenito del Duca d'Orléans
1674-1701:Filippo II, detto "il Pio" (1674–1723) figlio del precedente;
1703-1723:Luigi IV (1703–1752) figlio del precedente;
1725-1752:Luigi Filippo I di Borbone-Orléans, "il Grasso" (1725–1785) figlio del precedente;
1752-1785:Luigi Filippo II di Borbone-Orléans (1747–1793) figlio del precedente rinunciò al titolo nel 1792 ed ottenne il soprannome di "Philippe Egalité";
1785-1793:Luigi Filippo (1773–1850) figlio del precedente. Nel 1830 divenne re di Francia col nome di Luigi Filippo I.
1810-1830:Ferdinando Filippo (1810–1842) figlio del precedente

### Dopo il 1848
- Roberto, fratello minore del conte di Parigi, ottenne il titolo di duca di Chartres (1840–1910).

Il titolo attualmente è detenuto come titolo di cortesia da 
- Carlo Luigi di Borbone-Orléans,
  - figlio del pretendente orleanista al trono di Francia, Giacomo di Borbone-Orléans.